# Erik Fagerholm
Per Erik Fagerholm, född 15 januari 1883 i Spånga församling, död 8 augusti 1944 i Stockholm, var en svensk geodet och fotogrammetriker.
Fagerholm blev filosofie doktor i Uppsala 1907 på avhandlingen Ueber den Sternhaufen Messier 67 och docent i astronomi där 1908. Han var från 1910 verksam vid Rikets allmänna kartverk som geodet, från 1913 som observator. Han blev professor i geodesi och fotogrammetri vid Kungliga Tekniska högskolan (KTH) 1920. 
Under Fagerholms ledning utvecklades fotogrammetrin vid KTH till ett självständigt ämne. Under åren 1923–42 var han lärare vid Artilleri- och ingenjörhögskolan och gjorde även flera viktiga uppfinningar, bland annat av avståndsmätarutrustning åt kustartilleriet.